# Караузякский район
Караузякский район (узб. Qoraoʻzak tumani / Қораўзак тумани, каракалп. Qaraózek rayonı / Қараөзек районы) — административная единица в Республике Каракалпакстан (Узбекистан). Административный центр — городской посёлок Караузяк.

## История
Караузякский район был образован в 1930 году. 4 марта 1959 года был упразднён (территория присоединена к Тахтакупырскому району), а в 1975 году восстановлен. 1-й секретарь — Султамурат Каньязов.

## Административно-территориальное деление
По состоянию на 1 января 2011 года в состав района входят:
- Городской посёлок Караузяк.
- 8 сельских сходов граждан:

1. Алгабас,
2. имени Бердах,
3. Есимозек,
4. Досназаров,
5. Караузяк,
6. Койбак,
7. Маденият,
8. Сабыр Камалов (бывший Калинин).